# Guds moders avsomnandes kyrka, Slanotrăn
Guds moders avsomnandes kyrka (bulgariska: Църква "Успение Богородично"; translitteration: Tsarkva ''Uspenie Bogoroditjno'') är en bulgarisk-ortodox kyrkobyggnad belägen på en liten kulle i byn Slanotrăn, i kommunen Obsjtina Vidin i regionen Vidin, i nordvästra Bulgarien.
Kyrkan är helgad åt högtiden Guds moders avsomnande, som är östortodoxa kyrkans benämning på Jungfru Marie himmelsfärd.
Den tillhör Vidins stift i den bulgarisk-ortodoxa kyrkan.

## Historik

### Gammal kyrka
Den ursprungliga kyrkan byggdes under mitten av 1800-talet.

### Ny kyrka
Den nya kyrkan började byggas 1905 och stod klar 1909. Kyrkan invigdes 1906, trots att den inte var klar. Den målades tre år senare.
Den första prästen som jobbade i kyrkan var Stanko Pavlov.

## Inventarier
- Inne i kyrkan finns fresker som gjordes av konstnären Meletius Bozjinov, som också tillverkade de flesta ikonerna på ikonostasen.[3]
- Det finns också en unik ikon föreställande Jesus Kristus, som är målad på en duk.[3]

### Allmänna källor
- Църквата „Успение Богородично“ във видинското село Сланотрън посрещна Възкресението със светещ кръст на купола - Утро (utroruse.com)
- Полагане на Иисус в гроба на Велики петък в село Сланотрън - (bnr.bg)